# Salix myrtillacea
Salix myrtillacea är en videväxtart som beskrevs av Nils Johan Andersson. Salix myrtillacea ingår i släktet viden, och familjen videväxter. Inga underarter finns listade i Catalogue of Life.